# Prosoplus bimaculatus
Prosoplus bimaculatus là một loài bọ cánh cứng trong họ Cerambycidae.